# Course en ligne féminine aux championnats d'Europe de cyclisme sur route 2022
La course en ligne féminine des championnats d'Europe de cyclisme sur route 2022 a lieu le 21 août 2022 à Munich, en Allemagne. Elle est remportée par la Néerlandaise Lorena Wiebes. 

## Récit de la course
La première échappée est formée de : Omer Shapira et Urška Žigart. Elles sont rapidement rejointes par Audrey Cordon-Ragot, Elena Cecchini et Stine Borgli. L'écart atteint les deux minutes, mais l'équipe des Pays-Bas mène la poursuite et les reprend. Dans le dernier kilomètre, un trio s'extrait. Il s'agit de : Lea Lin Teutenberg, Sheyla Gutiérrez et Juliette Labous. Le sprint est néanmoins inévitable. L'Italie forme un train en concurrence avec celui néerlandais. Lorena Wiebes lance le sprint et n'est plus rejointe. Elisa Balsamo est deuxième.

## Classement
| \| Classement général \| Classement général \| Classement général \| Classement général \| Classement général \| \| Coureuse \| Coureuse \| Pays \| Équipe \| Temps \| \| ------------------ \| ----------------------- \| ------------------ \| ------------------ \| ------------------ \| \| 1re \| Lorena Wiebes \| Pays-Bas \| Pays-Bas \| 2 h 59 min 20 s \| \| 2e \| Elisa Balsamo \| Italie \| Italie \| + 0 s \| \| 3e \| Rachele Barbieri \| Italie \| Italie \| + 0 s \| \| 4e \| Lisa Brennauer \| Allemagne \| Allemagne \| + 0 s \| \| 5e \| Daria Pikulik \| Pologne \| Pologne \| + 0 s \| \| 6e \| Maria Martins \| Portugal \| Portugal \| + 0 s \| \| 7e \| Emma Norsgaard \| Danemark \| Danemark \| + 0 s \| \| 8e \| Emilia Fahlin \| Suède \| Suède \| + 0 s \| \| 9e \| Gladys Verhulst \| France \| France \| + 0 s \| \| 10e \| Christina Schweinberger \| Autriche \| Autriche \| + 0 s \| |                         |           |           |                 |
| |                         |           |           |                 |
| Source : ProCyclingStats |                         |           |           |                 |
| Classement général |                         |           |           |                 |
| Coureuse | Coureuse                | Pays      | Équipe    | Temps           |
| 1re | Lorena Wiebes           | Pays-Bas  | Pays-Bas  | 2 h 59 min 20 s |
| 2e | Elisa Balsamo           | Italie    | Italie    | + 0 s           |
| 3e | Rachele Barbieri        | Italie    | Italie    | + 0 s           |
| 4e | Lisa Brennauer          | Allemagne | Allemagne | + 0 s           |
| 5e | Daria Pikulik           | Pologne   | Pologne   | + 0 s           |
| 6e | Maria Martins           | Portugal  | Portugal  | + 0 s           |
| 7e | Emma Norsgaard          | Danemark  | Danemark  | + 0 s           |
| 8e | Emilia Fahlin           | Suède     | Suède     | + 0 s           |
| 9e | Gladys Verhulst         | France    | France    | + 0 s           |
| 10e | Christina Schweinberger | Autriche  | Autriche  | + 0 s           |

## Liste des participantes
| Légende | Légende                                                                                  | Légende | Légende                                                    |
| ------- | ---------------------------------------------------------------------------------------- | ------- | ---------------------------------------------------------- |
| Num     | Dossard de départ porté par le coureur sur ce championnat d'Europe de cyclisme sur route | Pos     | Position à l'arrivée de la course                          |
|         | Indique un maillot de champion national ou mondial, suivi de sa spécialité               | NP      | Indique un coureur qui n'a pas pris le départ de la course |
| AB      | Indique un coureur qui n'a pas terminé la course                                         | HD      | Indique un coureur qui a terminé la course hors des délais |

| Pays-Bas NED | Pays-Bas NED     | Pays-Bas NED |
| ------------ | ---------------- | ------------ |
| Num          | Coureuse         | Pos          |
| 1            | Thalita de Jong  | 68e          |
| 2            | Charlotte Kool   | 44e          |
| 3            | Jeanne Korevaar  | 62e          |
| 4            | Anouska Koster   | 43e          |
| 5            | Floortje Mackaij | 41e          |
| 6            | Riejanne Markus  | 50e          |
| 7            | Ellen van Dijk   | 42e          |
| 8            | Lorena Wiebes    | 1re          |

| Italie ITA | Italie ITA                | Italie ITA |
| ---------- | ------------------------- | ---------- |
| Num        | Coureuse                  | Pos        |
| 9          | Elisa Balsamo             | 2e         |
| 10         | Rachele Barbieri          | 3e         |
| 11         | Marta Bastianelli         | 83e        |
| 12         | Elena Cecchini            | 60e        |
| 13         | Maria Giulia Confalonieri | 45e        |
| 14         | Arianna Fidanza           | 51e        |
| 15         | Barbara Guarischi         | 48e        |
| 16         | Ilaria Sanguineti         | 32e        |

| Suisse SUI | Suisse SUI     | Suisse SUI |
| ---------- | -------------- | ---------- |
| Num        | Coureuse       | Pos        |
| 17         | Caroline Baur  | 20e        |
| 18         | Lea Fuchs      | 46e        |
| 19         | Marlen Reusser | 17e        |
| 20         | Michelle Stark | AB         |

| Belgique BEL | Belgique BEL       | Belgique BEL |
| ------------ | ------------------ | ------------ |
| Num          | Coureuse           | Pos          |
| 21           | Sanne Cant         | 24e          |
| 22           | Kim de Baat        | AB           |
| 23           | Valerie Demey      | 75e          |
| 24           | Justine Ghekiere   | 34e          |
| 25           | Lone Meertens      | 86e          |
| 26           | Marthe Truyen      | 73e          |
| 27           | Julie Van de Velde | 85e          |
| 28           | Jesse Vandenbulcke | 69e          |

| Allemagne GER | Allemagne GER      | Allemagne GER |
| ------------- | ------------------ | ------------- |
| Num           | Coureuse           | Pos           |
| 29            | Franziska Brauße   | 82e           |
| 30            | Lisa Brennauer     | 4e            |
| 31            | Romy Kasper        | 38e           |
| 32            | Lisa Klein         | 81e           |
| 33            | Franziska Koch     | 80e           |
| 34            | Mieke Kröger       | 49e           |
| 35            | Liane Lippert      | 31e           |
| 36            | Lea Lin Teutenberg | 58e           |

| France FRA | France FRA          | France FRA |
| ---------- | ------------------- | ---------- |
| Num        | Coureuse            | Pos        |
| 37         | Victoire Berteau    | 56e        |
| 38         | Audrey Cordon-Ragot | 55e        |
| 39         | Coralie Demay       | 61e        |
| 40         | Eugénie Duval       | 33e        |
| 41         | Valentine Fortin    | 84e        |
| 42         | Juliette Labous     | 54e        |
| 43         | Gladys Verhulst     | 9e         |
| 44         | Margaux Vigié       | 37e        |

| Pologne POL | Pologne POL              | Pologne POL |
| ----------- | ------------------------ | ----------- |
| Num         | Coureuse                 | Pos         |
| 45          | Monika Brzeźna           | 70e         |
| 46          | Marta Jaskulska          | 19e         |
| 47          | Karolina Kumięga         | 22e         |
| 48          | Marta Lach               | 21e         |
| 49          | Daria Pikulik            | 5e          |
| 50          | Agnieszka Skalniak-Sójka | 11e         |

| Danemark DEN | Danemark DEN        | Danemark DEN |
| ------------ | ------------------- | ------------ |
| Num          | Coureuse            | Pos          |
| 51           | Emma Norsgaard      | 7e           |
| 52           | Maja Winther Brandt | AB           |
| 53           | Amalie Dideriksen   | 36e          |
| 54           | Trine Holmsgaard    | 71e          |
| 55           | Marita Jensen       | AB           |
| 56           | Julie Norman Leth   | 39e          |
| 57           | Mia Sofie Rützou    | AB           |

| Espagne ESP | Espagne ESP      | Espagne ESP |
| ----------- | ---------------- | ----------- |
| Num         | Coureuse         | Pos         |
| 58          | Sandra Alonso    | 15e         |
| 59          | Mireia Benito    | 74e         |
| 60          | Yurani Blanco    | AB          |
| 61          | Sheyla Gutiérrez | 59e         |
| 62          | Ziortza Isasi    | 77e         |
| 63          | Sara Martín      | 30e         |
| 64          | Lourdes Oyarbide | 25e         |

| Autriche AUT | Autriche AUT            | Autriche AUT |
| ------------ | ----------------------- | ------------ |
| Num          | Coureuse                | Pos          |
| 65           | Alina Reichert          | AB           |
| 66           | Sarah Rijkes            | 47e          |
| 67           | Carina Schrempf         | 26e          |
| 68           | Christina Schweinberger | 10e          |
| 69           | Kathrin Schweinberger   | 78e          |
| 70           | Gabriela Erharter       | AB           |

| Norvège NOR | Norvège NOR      | Norvège NOR |
| ----------- | ---------------- | ----------- |
| Num         | Coureuse         | Pos         |
| 71          | Susanne Andersen | 35e         |
| 72          | Stine Borgli     | 72e         |
| 73          | Malin Eriksen    | 63e         |
| 74          | Ingvild Gåskjenn | 53e         |

| Slovénie SLO | Slovénie SLO  | Slovénie SLO |
| ------------ | ------------- | ------------ |
| Num          | Coureuse      | Pos          |
| 75           | Eugenia Bujak | 18e          |
| 76           | Špela Kern    | 23e          |
| 77           | Urška Žigart  | 76e          |

| Suède SWE | Suède SWE       | Suède SWE |
| --------- | --------------- | --------- |
| Num       | Coureuse        | Pos       |
| 78        | Nathalie Eklund | 67e       |
| 79        | Emilia Fahlin   | 8e        |
| 80        | Hanna Nilsson   | 52e       |

| Lituanie LTU | Lituanie LTU    | Lituanie LTU |
| ------------ | --------------- | ------------ |
| Num          | Coureuse        | Pos          |
| 81           | Rasa Leleivytė  | 12e          |
| 82           | Inga Čilvinaitė | 40e          |

| Luxembourg LUX | Luxembourg LUX    | Luxembourg LUX |
| -------------- | ----------------- | -------------- |
| Num            | Coureuse          | Pos            |
| 83             | Christine Majerus | 16e            |

| Serbie SRB | Serbie SRB  | Serbie SRB |
| ---------- | ----------- | ---------- |
| Num        | Coureuse    | Pos        |
| 84         | Jelena Erić | 87e        |

| Tchéquie CZE | Tchéquie CZE     | Tchéquie CZE |
| ------------ | ---------------- | ------------ |
| Num          | Coureuse         | Pos          |
| 85           | Nikola Bajgerová | 66e          |
| 86           | Marketa Hajkova  | 65e          |
| 87           | Tereza Neumanová | 14e          |
| 88           | Nikola Nosková   | 79e          |

| Israël ISR | Israël ISR       | Israël ISR |
| ---------- | ---------------- | ---------- |
| Num        | Coureuse         | Pos        |
| 89         | Rotem Gafinovitz | 28e        |
| 90         | Omer Shapira     | 27e        |

| Lettonie LAT | Lettonie LAT        | Lettonie LAT |
| ------------ | ------------------- | ------------ |
| Num          | Coureuse            | Pos          |
| 91           | Anastasia Carbonari | 13e          |
| 92           | Dana Rožlapa        | AB           |

| Islande ISL | Islande ISL           | Islande ISL |
| ----------- | --------------------- | ----------- |
| Num         | Coureuse              | Pos         |
| 93          | Hafdís Sigurðardóttir | AB          |
| 94          | Silja Jóhannesdóttir  | AB          |

| Irlande IRL | Irlande IRL  | Irlande IRL |
| ----------- | ------------ | ----------- |
| Num         | Coureuse     | Pos         |
| 95          | Alice Sharpe | 29e         |

| Portugal POR | Portugal POR  | Portugal POR |
| ------------ | ------------- | ------------ |
| Num          | Coureuse      | Pos          |
| 96           | Maria Martins | 6e           |

| Finlande FIN | Finlande FIN     | Finlande FIN |
| ------------ | ---------------- | ------------ |
| Num          | Coureuse         | Pos          |
| 97           | Antonia Gröndahl | 57e          |
| 98           | Laura Vainionpää | 64e          |

| Roumanie ROM | Roumanie ROM    | Roumanie ROM |
| ------------ | --------------- | ------------ |
| Num          | Coureuse        | Pos          |
| 99           | Manuela Muresan | AB           |

| Pays-Bas NED | Pays-Bas NED     | Pays-Bas NED |
| ------------ | ---------------- | ------------ |
| Num          | Coureuse         | Pos          |
| 1            | Thalita de Jong  | 68e          |
| 2            | Charlotte Kool   | 44e          |
| 3            | Jeanne Korevaar  | 62e          |
| 4            | Anouska Koster   | 43e          |
| 5            | Floortje Mackaij | 41e          |
| 6            | Riejanne Markus  | 50e          |
| 7            | Ellen van Dijk   | 42e          |
| 8            | Lorena Wiebes    | 1re          |

| Italie ITA | Italie ITA                | Italie ITA |
| ---------- | ------------------------- | ---------- |
| Num        | Coureuse                  | Pos        |
| 9          | Elisa Balsamo             | 2e         |
| 10         | Rachele Barbieri          | 3e         |
| 11         | Marta Bastianelli         | 83e        |
| 12         | Elena Cecchini            | 60e        |
| 13         | Maria Giulia Confalonieri | 45e        |
| 14         | Arianna Fidanza           | 51e        |
| 15         | Barbara Guarischi         | 48e        |
| 16         | Ilaria Sanguineti         | 32e        |

| Suisse SUI | Suisse SUI     | Suisse SUI |
| ---------- | -------------- | ---------- |
| Num        | Coureuse       | Pos        |
| 17         | Caroline Baur  | 20e        |
| 18         | Lea Fuchs      | 46e        |
| 19         | Marlen Reusser | 17e        |
| 20         | Michelle Stark | AB         |

| Belgique BEL | Belgique BEL       | Belgique BEL |
| ------------ | ------------------ | ------------ |
| Num          | Coureuse           | Pos          |
| 21           | Sanne Cant         | 24e          |
| 22           | Kim de Baat        | AB           |
| 23           | Valerie Demey      | 75e          |
| 24           | Justine Ghekiere   | 34e          |
| 25           | Lone Meertens      | 86e          |
| 26           | Marthe Truyen      | 73e          |
| 27           | Julie Van de Velde | 85e          |
| 28           | Jesse Vandenbulcke | 69e          |

| Allemagne GER | Allemagne GER      | Allemagne GER |
| ------------- | ------------------ | ------------- |
| Num           | Coureuse           | Pos           |
| 29            | Franziska Brauße   | 82e           |
| 30            | Lisa Brennauer     | 4e            |
| 31            | Romy Kasper        | 38e           |
| 32            | Lisa Klein         | 81e           |
| 33            | Franziska Koch     | 80e           |
| 34            | Mieke Kröger       | 49e           |
| 35            | Liane Lippert      | 31e           |
| 36            | Lea Lin Teutenberg | 58e           |

| France FRA | France FRA          | France FRA |
| ---------- | ------------------- | ---------- |
| Num        | Coureuse            | Pos        |
| 37         | Victoire Berteau    | 56e        |
| 38         | Audrey Cordon-Ragot | 55e        |
| 39         | Coralie Demay       | 61e        |
| 40         | Eugénie Duval       | 33e        |
| 41         | Valentine Fortin    | 84e        |
| 42         | Juliette Labous     | 54e        |
| 43         | Gladys Verhulst     | 9e         |
| 44         | Margaux Vigié       | 37e        |

| Pologne POL | Pologne POL              | Pologne POL |
| ----------- | ------------------------ | ----------- |
| Num         | Coureuse                 | Pos         |
| 45          | Monika Brzeźna           | 70e         |
| 46          | Marta Jaskulska          | 19e         |
| 47          | Karolina Kumięga         | 22e         |
| 48          | Marta Lach               | 21e         |
| 49          | Daria Pikulik            | 5e          |
| 50          | Agnieszka Skalniak-Sójka | 11e         |

| Danemark DEN | Danemark DEN        | Danemark DEN |
| ------------ | ------------------- | ------------ |
| Num          | Coureuse            | Pos          |
| 51           | Emma Norsgaard      | 7e           |
| 52           | Maja Winther Brandt | AB           |
| 53           | Amalie Dideriksen   | 36e          |
| 54           | Trine Holmsgaard    | 71e          |
| 55           | Marita Jensen       | AB           |
| 56           | Julie Norman Leth   | 39e          |
| 57           | Mia Sofie Rützou    | AB           |

| Espagne ESP | Espagne ESP      | Espagne ESP |
| ----------- | ---------------- | ----------- |
| Num         | Coureuse         | Pos         |
| 58          | Sandra Alonso    | 15e         |
| 59          | Mireia Benito    | 74e         |
| 60          | Yurani Blanco    | AB          |
| 61          | Sheyla Gutiérrez | 59e         |
| 62          | Ziortza Isasi    | 77e         |
| 63          | Sara Martín      | 30e         |
| 64          | Lourdes Oyarbide | 25e         |

| Autriche AUT | Autriche AUT            | Autriche AUT |
| ------------ | ----------------------- | ------------ |
| Num          | Coureuse                | Pos          |
| 65           | Alina Reichert          | AB           |
| 66           | Sarah Rijkes            | 47e          |
| 67           | Carina Schrempf         | 26e          |
| 68           | Christina Schweinberger | 10e          |
| 69           | Kathrin Schweinberger   | 78e          |
| 70           | Gabriela Erharter       | AB           |

| Norvège NOR | Norvège NOR      | Norvège NOR |
| ----------- | ---------------- | ----------- |
| Num         | Coureuse         | Pos         |
| 71          | Susanne Andersen | 35e         |
| 72          | Stine Borgli     | 72e         |
| 73          | Malin Eriksen    | 63e         |
| 74          | Ingvild Gåskjenn | 53e         |

| Slovénie SLO | Slovénie SLO  | Slovénie SLO |
| ------------ | ------------- | ------------ |
| Num          | Coureuse      | Pos          |
| 75           | Eugenia Bujak | 18e          |
| 76           | Špela Kern    | 23e          |
| 77           | Urška Žigart  | 76e          |

| Suède SWE | Suède SWE       | Suède SWE |
| --------- | --------------- | --------- |
| Num       | Coureuse        | Pos       |
| 78        | Nathalie Eklund | 67e       |
| 79        | Emilia Fahlin   | 8e        |
| 80        | Hanna Nilsson   | 52e       |

| Lituanie LTU | Lituanie LTU    | Lituanie LTU |
| ------------ | --------------- | ------------ |
| Num          | Coureuse        | Pos          |
| 81           | Rasa Leleivytė  | 12e          |
| 82           | Inga Čilvinaitė | 40e          |

| Luxembourg LUX | Luxembourg LUX    | Luxembourg LUX |
| -------------- | ----------------- | -------------- |
| Num            | Coureuse          | Pos            |
| 83             | Christine Majerus | 16e            |

| Serbie SRB | Serbie SRB  | Serbie SRB |
| ---------- | ----------- | ---------- |
| Num        | Coureuse    | Pos        |
| 84         | Jelena Erić | 87e        |

| Tchéquie CZE | Tchéquie CZE     | Tchéquie CZE |
| ------------ | ---------------- | ------------ |
| Num          | Coureuse         | Pos          |
| 85           | Nikola Bajgerová | 66e          |
| 86           | Marketa Hajkova  | 65e          |
| 87           | Tereza Neumanová | 14e          |
| 88           | Nikola Nosková   | 79e          |

| Israël ISR | Israël ISR       | Israël ISR |
| ---------- | ---------------- | ---------- |
| Num        | Coureuse         | Pos        |
| 89         | Rotem Gafinovitz | 28e        |
| 90         | Omer Shapira     | 27e        |

| Lettonie LAT | Lettonie LAT        | Lettonie LAT |
| ------------ | ------------------- | ------------ |
| Num          | Coureuse            | Pos          |
| 91           | Anastasia Carbonari | 13e          |
| 92           | Dana Rožlapa        | AB           |

| Islande ISL | Islande ISL           | Islande ISL |
| ----------- | --------------------- | ----------- |
| Num         | Coureuse              | Pos         |
| 93          | Hafdís Sigurðardóttir | AB          |
| 94          | Silja Jóhannesdóttir  | AB          |

| Irlande IRL | Irlande IRL  | Irlande IRL |
| ----------- | ------------ | ----------- |
| Num         | Coureuse     | Pos         |
| 95          | Alice Sharpe | 29e         |

| Portugal POR | Portugal POR  | Portugal POR |
| ------------ | ------------- | ------------ |
| Num          | Coureuse      | Pos          |
| 96           | Maria Martins | 6e           |

| Finlande FIN | Finlande FIN     | Finlande FIN |
| ------------ | ---------------- | ------------ |
| Num          | Coureuse         | Pos          |
| 97           | Antonia Gröndahl | 57e          |
| 98           | Laura Vainionpää | 64e          |

| Roumanie ROM | Roumanie ROM    | Roumanie ROM |
| ------------ | --------------- | ------------ |
| Num          | Coureuse        | Pos          |
| 99           | Manuela Muresan | AB           |